# トレクアンダ
トレクアンダ (伊: Trequanda) は、イタリア共和国トスカーナ州シエーナ県にある、人口約1,200人の基礎自治体（コムーネ）。

## 地理

### 位置・広がり

#### 隣接コムーネ
隣接するコムーネは以下の通り。
- アシャーノ
- モンタルチーノ (サン・ジョヴァンニ・ダッソ)
- ピエンツァ
- ラポラーノ・テルメ
- シナルンガ
- トッリータ・ディ・シエーナ

### 気候分類・地震分類
トレクアンダにおけるイタリアの気候分類 (it) および度日は、zona E, 2115 GGである。
また、イタリアの地震リスク階級 (it) では、zona 3 (sismicità bassa) に分類される。